# Dermatom

Människans dermatom, sensoriska zonindelning.

Ett dermatom är ett område på huden som innerveras av en särskild spinalnerv. Kunskap om dermatom är nödvändig inom neurologin, för att kunna spåra skador på spinalnerver genom att undersöka hudområden på kroppen. 
Spinalnerverna innerverar kroppen i en mönstrad form. Längs bröstkorg och mage ser de ut som horisontella linjer som delar upp kroppen, medan dermatomen sträcker ut sig i longitudinell riktning längs armar och ben. Detta beror på att vi evolutionärt utvecklade ryggmärgsnerverna som enklare ryggsträngar, där varje nerv då motsvarade ett kroppsegment, precis som det ser ut på halsen och bålen. När extremiteterna utvecklades vidare blev dessa då utskott från dessa segment, och innerveringen med tillhörande dermatom följde då med.
Kliniskt är det viktigt att vara medveten om att de olika dermatomen överlappar varandra avsevärt. Detta innebär att skador på en enskild dorsalrot i allmänhet inte leder till fullständig förlust av sensorik i det drabbade området. Överlappningen är mer omfattande för sensationer av beröring, tryck och vibration än för smärta och temperatur.